# Franz Hodina
Franz Hodina (* 30. November 1877 in Markt Türnau, Österreich-Ungarn; † 10. April 1945 ebenda) war ein sudetendeutscher Politiker und Abgeordneter der deutschen Minderheit im Tschechoslowakischen Abgeordnetenhaus.

## Leben
Hodina besuchte die Volksschule in Markt Türnau und das Gymnasium Matwa, woraufhin sich von 1897 bis 1899 ein Studium anschloss. 1899 absolvierte er das Einjährig-Freiwilligenjahr, nach dem er zunächst beim Militär blieb und 1906 Oberleutnant wurde. Anschließend übernahm er den landwirtschaftlichen Betrieb des Vaters. 1908 gründete er den landwirtschaftlichen Bauernverein Treubund.
1912 wurde Hodina Landtagsabgeordneter Mährens. Im Ersten Weltkrieg kämpfte er als Soldat und wurde mit dem Offiziersverdienstkreuz (Signum laudis) ausgezeichnet. 1917 wurde er schwer verwundet – eine Granate zerschmetterte ihm den rechten Arm. Er brachte zwei Jahre im Krankenhaus zu und blieb Kriegsinvalide.
Nach dem Krieg hatte Hodina verschiedene Posten in deutschen landwirtschaftlichen Vereinigungen inne, 1925 und 1929 wurde er für den Wahlkreis Olmütz (Mähren) als Abgeordneter des Bundes der Landwirte ins tschechoslowakische Abgeordnetenhaus gewählt. 1935 trat er zur Sudetendeutschen Heimatfront über.
Am 25. November 1927 wurde Franz Hodina zum Ehrenbürger der Gemeinde Pobutsch ernannt. Das Dorf sah sich in den Jahren zuvor mit diversen Tschechisierungsbemühungen von auswärtigen Stellen konfrontiert bis hin zum letztendlich gescheiterten Versuch, für eine einzige vorübergehend zugewanderte Familie eine tschechische Minderheitenschule im Ort zu etablieren. Hodina hatte die Gemeinde auf höchster Ebene bei der Abwehr dieser Maßnahmen erfolgreich unterstützt.
Im Dezember 1931 wurde Hodina die Ehrendoktorwürde der Technischen Hochschule Brünn verliehen.
Nach der Abtretung des Sudetenlandes an das Deutsche Reich 1938 wurde Hodina Bürgermeister von Markt Türnau. Bei Kriegsende wurde er von tschechischen Partisanen ermordet.